# Oxford (circonscription provinciale)
Pour les articles homonymes, voir Oxford.
Circonscription électorale provinciale du Canada
Oxford est une circonscription provinciale de l'Ontario représentée à l'Assemblée législative de l'Ontario depuis 1999.

## Géographie
La circonscription est située dans le sud de l'Ontario. Les entités municipales formant la circonscription sont Woodstock, Tillsonburg, Ingersoll, Norwich, Zorra, South-West Oxford, Blandford-Blenheim et East Zorra-Tavistock.
Les circonscriptions limitrophes sont Brantford—Brant, Cambridge, Elgin—Middlesex—London, Haldimand—Norfolk, Kitchener—Conestoga et Perth—Wellington.

## Historique
| Législature                                              | Années        | Député              | Député                 | Parti                     |
| -------------------------------------------------------- | ------------- | ------------------- | ---------------------- | ------------------------- |
| Oxford Circonscription issue d'Oxford-Nord et Oxford-Sud |               |                     |                        |                           |
| 19e                                                      | 1934-1937     |                     | Patrick Dewan (en)     | Progressiste-conservateur |
| 20e                                                      | 1937-1943     |                     | Patrick Dewan (en)     | Progressiste-conservateur |
| 21e                                                      | 1943-1945     | Thomas Dent (en)    |                        | Progressiste-conservateur |
| 22e                                                      | 1945-1948     | Thomas Dent (en)    |                        | Progressiste-conservateur |
| 23e                                                      | 1948-1951     | Thomas Dent (en)    |                        | Progressiste-conservateur |
| 24e                                                      | 1951-1955     | Thomas Dent (en)    |                        | Progressiste-conservateur |
| 25e                                                      | 1955-1959     |                     | Gord Innes             | Libéral                   |
| 26e                                                      | 1959-1963     |                     | Gord Innes             | Libéral                   |
| 27e                                                      | 1963-1967     |                     | Gord Pittock           | Progressiste-conservateur |
| 28e                                                      | 1967-1971     |                     | Gord Innes (2)         | Libéral                   |
| 29e                                                      | 1971-1975     |                     | Harry Parrott (en)     | Progressiste-conservateur |
| 30e                                                      | 1975-1977     |                     | Harry Parrott (en)     | Progressiste-conservateur |
| 31e                                                      | 1977-1981     |                     | Harry Parrott (en)     | Progressiste-conservateur |
| 32e                                                      | 1981-1985     | Dick Treleaven (en) |                        | Progressiste-conservateur |
| 33e                                                      | 1985-1987     | Dick Treleaven (en) |                        | Progressiste-conservateur |
| 34e                                                      | 1987-1990     |                     | Charlie Tatham (en)    | Libéral                   |
| 35e                                                      | 1990-1995     |                     | Kimble Sutherland (en) | Néo-démocrate             |
| 36e                                                      | 1995-1999     |                     | Ernie Hardeman (en)    | Progressiste-conservateur |
| 37e                                                      | 1999-2003     |                     | Ernie Hardeman (en)    | Progressiste-conservateur |
| 38e                                                      | 2003-2007     |                     | Ernie Hardeman (en)    | Progressiste-conservateur |
| 39e                                                      | 2007-2011     |                     | Ernie Hardeman (en)    | Progressiste-conservateur |
| 40e                                                      | 2011-2014     |                     | Ernie Hardeman (en)    | Progressiste-conservateur |
| 41e                                                      | 2014-2018     |                     | Ernie Hardeman (en)    | Progressiste-conservateur |
| 42e                                                      | 2018-2022     |                     | Ernie Hardeman (en)    | Progressiste-conservateur |
| 43e                                                      | 2022–2025     |                     | Ernie Hardeman (en)    | Progressiste-conservateur |
| 44e                                                      | 2025–en cours |                     | Ernie Hardeman (en)    | Progressiste-conservateur |

## Circonscription fédérale
Depuis les élections provinciales ontariennes du 4 octobre 2007, l'ensemble des circonscriptions provinciales et des circonscriptions fédérales sont identiques.